# قرار گذاشتن

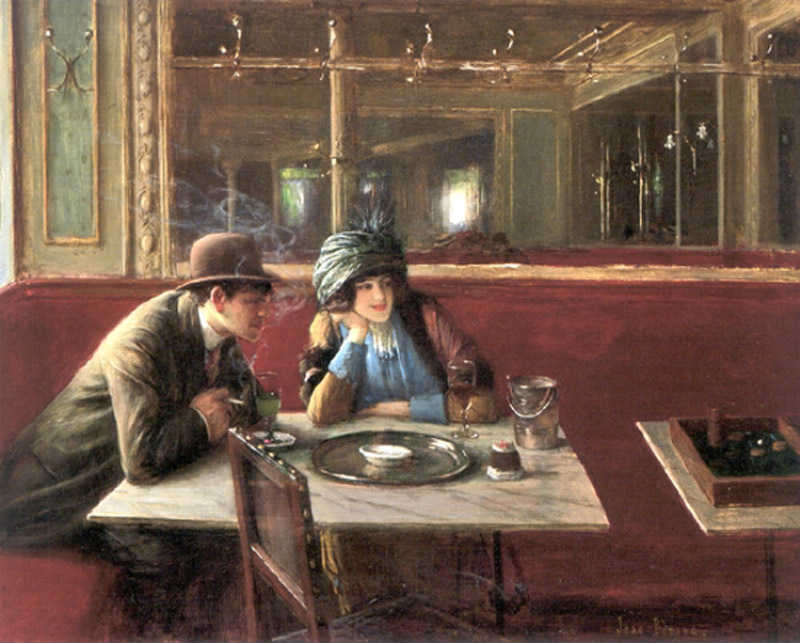
ارتباط و قرار ملاقات یک پسر و دختر در یک قهوه‌خانه

قرار گذاشتن، دِیت یا دِیتینگ (به انگلیسی: Dating) مرحله‌ای از روند جفت‌یابی است که به‌وسیله دو نفر و با هدف ارزیابی و محک زدن همدیگر جهت ورود به یک رابطه عاشقانه یا ازدواج صورت می‌پذیرد و به بیان دیگر عبارت است از توافق بر انجام برخی رفتارهای اجتماعی در مکان‌های عمومی به مانند یک زوج در حالی که ممکن است رابطه جنسی نداشته باشند یا داشته باشند. این نوع رابطه صمیمانه معمولاً مرحله قبل از نامزدی یا ازدواج است.
در برخی موارد افراد از یک رابطه به رابطه دیگر می‌روند در نتیجه به جای آنکه با موقعیت‌های استرس‌زا مواجه شوند، الگوهای کنار کشیدن افراد رشد می‌یابد.

## آداب و نقش رسانه‌ها
رسانه‌های مردمی محبوب و پر مخاطب مثل مجله‌های ریدرز دایجست، پی پل، هومز اند گاردنز و…، به میزان زیادی به شفاف سازی و فرهنگ رفتاری موضوع دوستی و روابط جنسی می‌پردازند و در مقالات و داستان‌های خود، از انتظارات، حدود و آداب معاشرت بین دو شریک جنسی بسیار سخن می‌گویند. البته در نظرسنجی‌ها و مصاحبه‌های گوناگون مرزبندی ارزش‌ها، عرف‌ها، آداب، رسوم، حساسیت‌ها و… نسبت به این مبحث، بسته به کشورهای متفاوت رفته رفته آشکارتر می‌گردد. مدت دوره دوستی در هر مقطعی از زندگی با توجه به فرهنگ و عرف هر کشوری متفاوت است.

## تشکیلات دوست‌یابی

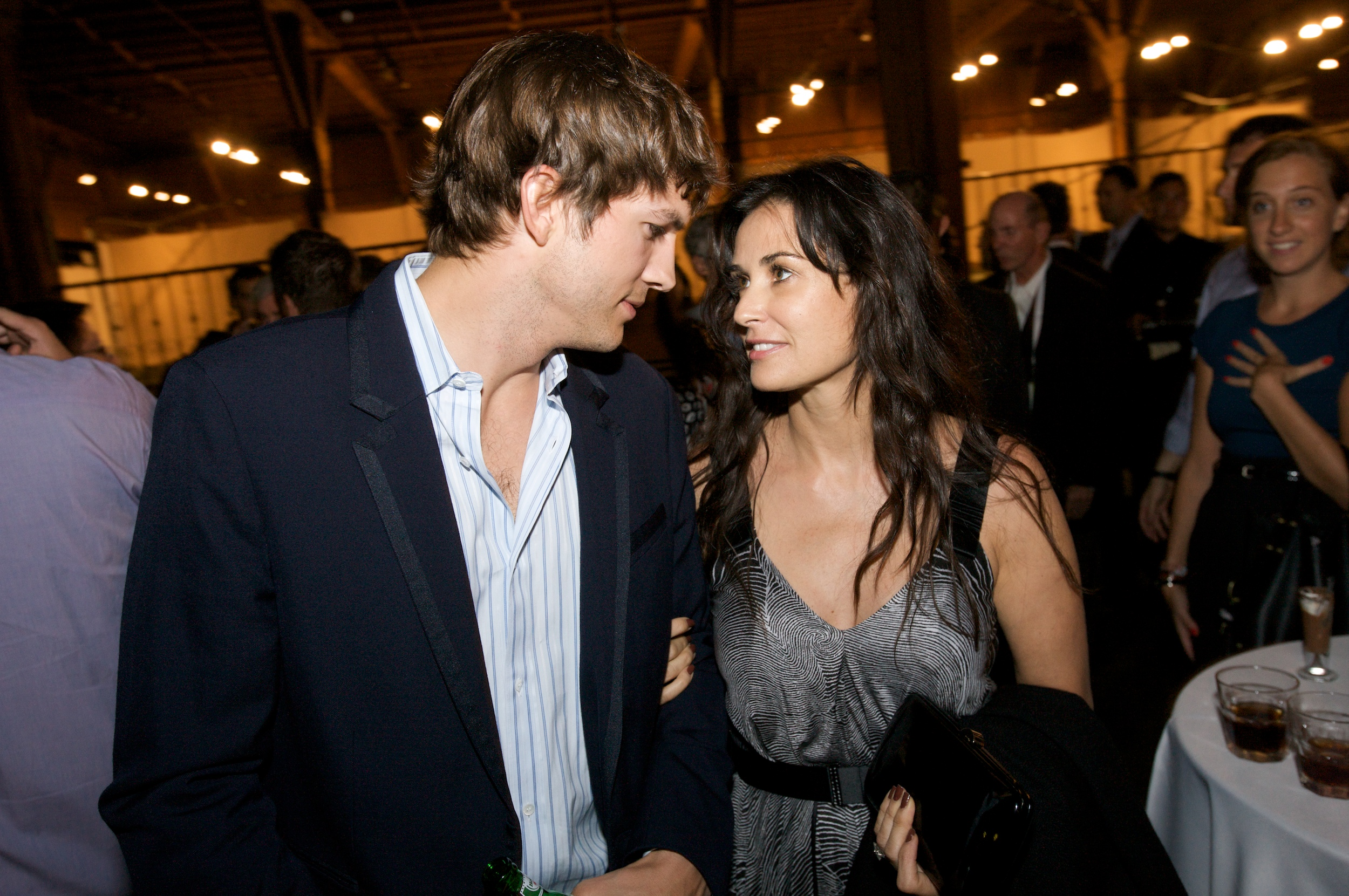
دمی مور و اشتون کوچر، با ۱۷ سال اختلاف سن، با هم در ارتباط و دوستی بودند.

تشکیلات دوستیابی (به انگلیسی: dating system)، به مجموعه‌ای از روش‌ها، وسائل و عواملی می‌گویند که به منظور تجهیز و تقویت سامانه‌های دوست‌یابی استفاده می‌شوند و به‌وسیلهٔٔ قوانین و فناوری میسر می‌گردند. انواع تشکیلات دوستیابی عبارتند از:
- دوستیابی اینترنتی:

در شبکه‌های اینترنتی وبگاه‌های زیادی در زمینهٔ آشنایی، دوستی و ملاقات مردم و جوانان با یکدیگر وجود دارد.
- دوست‌یابی سرعتی:

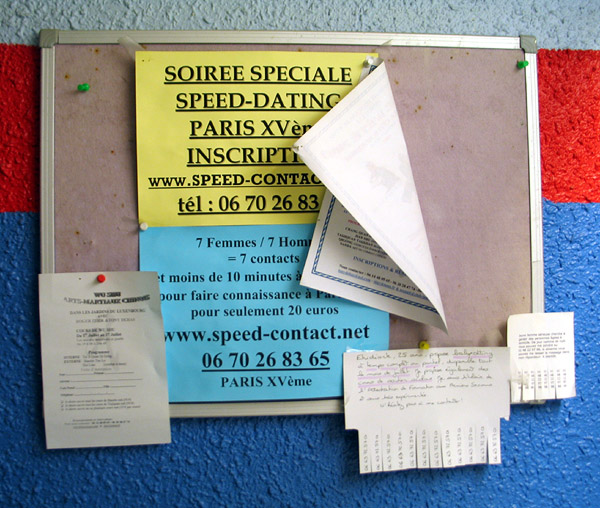
یک آگهی مربوط به دوستیابی سرعتی به انگلیسی (speed dating)

در شیوه دوست‌یابی سرعتی، گروهی از مردم دور هم جمع می‌شوند و ساعاتی را با هم به گفت‌وگو و گپ می‌پردازند. در این روش مردان و زنان به صورت چرخشی در مدت مشخصی با یکدیگر به گفت‌وگو می‌پردازند. این مدت بسته به نوع تشکیلات دوستیابی مربوط به، ۳ تا ۸ دقیقه طول می‌کشد. در فواصل بین این گفتگوها، مجری مربوط به زنگی را به صدا درمی‌آورد یا با جسمی قلم مانند به صفحه‌ای شیشه‌ای می‌کوبد تا به شرکت‌کنندگان خبر دهد تا جای خود را با شخص بعدی عوض کنند.
- دوست‌یابی با تلفن همراه:

پیامک‌های نوشتاری از طریق تلفن‌های همراه به وسیلهٔ متقاضیان نیز وسیله‌ای است که از طریق پشتیبانی شرکت‌های دوستیابی ارائه می‌گردد. این اسلوب هم از طریق وب گاه‌های دوستیابی و هم از طریق گفتگوهای اینترنتی توسط تشکیلات متنوع دوستیابی، طرح‌ریزی شده است.

## قرار دوست‌یابی
اصطلاحی است در مورد قراری در یک مکان عمومی میان دو نفر، با هدف آشنا شدن با یکدیگر که بتواند به دوستی، پیدا کردن شریک زندگی، رابطه عاشقانه و نهایتاً ازدواج بینجامد. پروتکل‌های رایج و شیوه‌های دوست‌یابی، و اصطلاحات مورد استفاده برای توصیف آن، در کشورهای مختلف با توجه به فرهنگ و باورهای دینی متفاوت است. اما رایج‌ترین تعریف از دِیت‌گذاشتن را می‌توان این‌گونه بیان کرد که دو نفر که به شناخت بهتر از یک‌دیگر تمایل دارند، برای بررسی این‌که آیا آن‌ها با یک‌دیگر سازگاری و علایق مشترک دارند، قراری در یک مکان عمومی می‌گذارند. این قرار ممکن است در صورت اکراه یکی از دو طرف دیگر تکرار نشود یا در صورت علاقه دو طرف به قرارهای بعدی، نهایتاً به ازدواج منجر شود.

### برخی مکان‌ها برای قرار دوست‌یابی
در صورت علاقه مشترک.
- پارک‌های شادی
- باغ‌وحش
- بازدید از موزه یا گالری هنری
- رفتن به تئاتر یا سینما
- رفتن به کنسرت موسیقی
- رفتن به سیرک
- بیلیارد یا بولینگ
- اسب‌سواری یا اسکی/اسنوبرد
- کافی شاپ یا کافه‌کتاب
- رستوران (معمولاً برای صرف شام)

## در سراسر جهان
آداب و رسوم دوست یابی به‌طور قابل توجهی در سراسر جهان متفاوت است. میانگین مدت خواستگاری قبل از اقدام به نامزدی یا ازدواج در سراسر جهان به میزان قابل توجهی متفاوت است.

### آفریقا

#### اتیوپی
طبق یک منبع، چهار روش وجود دارد که ازدواج می‌تواند در میان مردم نیانگاتوم اتفاق بیفتد:
1. ازدواج ترتیب داده شده، بزرگان از طرف خانواده پسر به خانه خانواده دختر فرستاده می‌شوند.
2. خواستگاری یا قرار ملاقات پس از ملاقات دوستانه دختر و پسر، مانند بازار یا در تعطیلاتی که در آن رقص وجود دارد.
3. آدم‌ربایی، مثلاً در جریان یک درگیری خونی بین خانواده‌ها
4. وراثت

#### آسیا
آسیا ترکیبی از رویکردهای سنتی با درگیری والدین و خانواده‌های بزرگ مانند ازدواج‌های از پیش تعیین شده و همچنین قرار ملاقات‌های مدرن است. در بسیاری از سنت‌های فرهنگی، از جمله برخی در جنوب آسیا، و خاورمیانه و تا حدودی شرق آسیا، مانند سنت «میایی» در ژاپن و «شیانگ کین» (相親) که در مناطقی از چین انجام می‌شود، ممکن است قرار توسط شخص ثالث، که ممکن است یکی از اعضای خانواده، آشنایان و… باشد تنظیم شود.

#### ژاپن
نوعی خواستگاری به نام امیایی وجود دارد که در آن والدین یک خواستگار را استخدام می‌کنند تا رزومه‌ها و تصاویر سوژه‌هایی را برای تأیید والدین و همسر آینده به آن‌ها نشان دهد. در نهایت این کار منجر به یک جلسه رسمی خواستگاری با والدین می‌شود. اگر زن و شوهر چند قرار ملاقات داشته باشند، اغلب از طرف خواستگار استخدام شده و والدین برای تصمیم‌گیری در مورد ازدواج یا عدم ازدواج تحت فشار قرار می‌گیرند.

#### تایوان
| سؤال                                                                   | موافقت |
| ---------------------------------------------------------------------- | ------ |
| امیدوار هستند که رابطه ای پیدا کنند.                                   | ۳۷٪    |
| ایده روشنی ندارند که چگونه با فردی که به او علاقه‌مند هستند نزدیک شوند. | ۹۰٪    |
| "تغییر قلب" و "تقلب" باعث جدایی می‌شود.                                 | ۶۰٪    |
| مایل به از سرگیری رابطه در صورت حل مشکلات.                             | ۳۱٪    |
| داشتن بیش از یک رابطه در یک زمان خوب نیست.                             | ۷۰٪    |
| زنانی اگر که شوهر آن‌ها خیلی دور زندگی کند نمی‌خواهند وارد رابطه شوند.   | ۷۰٪    |
| زنانی که باور دارند قد در مردان مهم است.                               | ۹۶٪    |
| منبع:چین دیلی                                                          |        |

یک گزارش حاکی است که در جنوب تایوان، «قوانین سنتی خواستگاری» علی‌رغم تأثیر فرهنگ عامه، هنوز هم اعمال می‌شود. به عنوان مثال، مردان باید برای ایجاد روابط ابتکار عمل از خود نشان دهند. یک نظرسنجی در سال ۲۰۰۹ از دانش آموزان دبیرستان‌ها و هنرستان‌ها نشان داد که بیش از ۹۰٪ اعتراف کرده‌اند که «هیچ ایده روشنی برای نحوه برخورد با یک فرد از جنس مخالف که به او علاقه‌مند هستند، ندارند.»

### اروپا

#### ایتالیا
ایتالیایی‌ها رویکرد محافظه کارانه‌ای را برای دوست‌یابی دارند، اما با این حال دعوت از دوستان یا اقوام در هنگام قرار ملاقات امری غیرعادی نیست. رویکردهای مدرن‌تر مانند قرارهای نابینا، همسریابی سریع و وب‌سایت‌های همسریابی به اندازه خارج از ایتالیا محبوب نیستند و اکثریت مردم آن‌ها را بسیار کارآمد نمی‌دانند. با این حال، ایتالیایی‌های عضو شبکه‌های اجتماعی بیش از میانگین اروپا هستند و ممکن است از فیس بوک برای دوست‌یابی نیز استفاده کنند.

#### اسپانیا
یک گزارش حاکی از آن است که زنان اسپانیایی «بزرگ‌ترین معاشقه‌گر» ها هستند، این گزارش بر اساس یک مطالعه غیررسمی توسط یک وب‌سایت همسریابی که کشورها را بر اساس ارتباطات طبقه‌بندی کرده است، نوشته شده است.

### خاورمیانه

#### ایران
در ایران افراد از جنسیت‌های مختلف مجاز به «اختلاط آزادانه» در انظار عمومی نیستند. از سال ۱۹۷۹(۱۳۵۷ خورشیدی) این کشور به یک کشور خودکامه مذهبی تبدیل شده است و احکام اسلامی را در موارد مختلف مانند قرار گذاشتن مبنا قرار می‌دهد. زوج‌های احتمالی می‌توانند سه جلسه ملاقات داشته باشند: دو جلسه با نظارت دقیق و جلسه سوم «برخوردی مختصر و خصوصی». پس از آن، آنها می‌توانند (۱) ازدواج را انتخاب کنند یا (۲) توافق کنند که دیگر هرگز یکدیگر را نبینند. این موضوع فیلم لیلا لک، فیلمساز ایرانی نیز بود. ایران دارای جمعیت زیادی از جوانان است که ۷۰ درصد از جمعیت ۸۳ میلیون نفری زیر سی سال است. با این وجود، مشکلات اقتصادی ازدواج را کمتر می‌کند و آمار طلاق در تهران را افزایش داده است و به حدود یک چهارم ازدواج رسانده است، حتی اگر طلاق تابو باشد. در حالی که دولت ایران "قرار ملاقات و روابط را محکوم می‌کند"، امر ازدواج را با (۱) دوره آنلاین (۲) "کلاس خواستگاری" که دانش‌آموزان می‌توانند پس از نشستن در آزمون‌های هفتگی و "صدها ساعت آموزش" "دیپلم بگیرند" (۳) "دیپلم ازدواج" (۴) خواستگاری و ازدواج‌های ترتیب داده شده، ترویج می‌دهد. مقامات رویکرد محافظه کارانه ای را دنبال می‌کنند:اجتناب از روابط عاشقانه مجردی و تشویق به «خواستگاری سنتی». اما جوانان از این محدودیت‌ها سرپیچی می‌کنند. یکی از آن‌ها گفت: «داشتن روابط متفاوت عاقلانه تر است» و اعتقاد به نادیده گرفتن احکام دینی که بیان می‌کند: «روابط نامشروع کوتاه مدت به عزت لطمه می‌زند» دارد. در حالی که جوانان می‌توانند محدودیت‌های انتخاب شده را از بین ببرند، اما تقریباً هیچ موردی وجود ندارد که افراد مجرد با هم زندگی کنند با این حال تلاش‌هایی برای ترویج ازدواج موقت انجام شده است.

### اقیانوسیه

#### استرالیا
یک مطالعه اخیراً نشان داده که ۵۰٪ از استرالیایی‌ها موافقت کردند که درخواست قرار گذاشتن از طریق پیام کوتاه مجاز است اما جدا شدن از این طریق قابل قبول نیست. معاشقه در حین ارسال پیام کوتاه، احتمالاً پس از شروع رابطه توسط دختران انجام می‌شود. یک نظرسنجی از خوانندگان روزنامه نشان داد که زمان آن رسیده است که «قانون قدیمی» مردان باید در نخستین قرار ملاقات هزینه را پرداخت کنند، بر اساس درآمد بیشتر زنان، کنار گذاشته شود.

### آمریکای جنوبی

#### برزیل
در برزیل یک فاصله زمانی طولانی‌تر قبل از اینکه بچه‌ها از خانه خارج شوند، وجود دارد که این امر بر قرار ملاقات تأثیر می‌گذارد. در نتیجه، والدین در مورد دوست یابی به بچه‌ها مشاوره می‌دهند اگرچه ممکن است به آن توجه نشود.

## آمار
در هر فرهنگی و بنا بر آداب و فرهنگ هر قومیتی روش انتخاب فرد مورد نظر از جنس مخالف و همچنین چگونگی برقراری ارتباط با او مختلف و گاهی هم متضاد است، در کشورهایی مثل آمریکا نیز که فضای آزاد برای ارتباطات دو جنس به گونه‌ای فراهم است، حدود ۵۰ تا ۸۰ درصد دختران و پسران نوجوان در آن پیش از ازدواج در فعالیت‌های جنسی شرکت دارند، با این حال محدودیت‌های اخلاقی، عرفی و قانونی برای این خواسته و غریزه انسانی وجود دارد.
در کشور ایران نیز مسئله روابط دختران و پسران قبل از ازدواج به عنوان یکی از مسائل مبتلا به و در عین حال چالش‌برانگیز می‌باشد. درایران طبق چندین تحقیق به عمل آمده مشخص شده است که حدود ۳۰ تا ۷۰ درصد نوجوانان به نوعی با موضوع دوستی با جنس مخالف درگیرند، همچنین در یک پژوهش گسترده که روی ۷۵ هزار نفر از جوانان و نوجوانان ۱۴ تا ۱۹ ساله در سراسر کشور انجام شد، ۴۵ درصد از نمونه‌ها عنوان کردند که مسائل جنسی فکرشان را آزار می‌دهد و ۳۵ درصد مطرح نمودند که به خاطر مسائل جنسی گاهی به درد سر افتاده‌اند. با وجود اینکه نوع ارتباط بین دوجنس نگرانی‌هایی را در جوامع مختلف به وجود آورده و حتی به عنوان نشانه برخی معضلات و نابهنجاری‌ها و نیز نتیجه آن شناخته می‌شود، با این حال هنوز اختلاف نظر در مورد بهترین راه‌ها برای برقراری ارتباط مناسب بین دوجنس وجود دارد.